# Rövidpályás gyorskorcsolya a 2013. évi téli európai ifjúsági olimpiai fesztiválon
A 2013. évi téli európai ifjúsági olimpiai fesztivál rövidpályás gyorskorcsolya versenyszámait Romániában, Brassóban rendezték, február 17. és 19-a között.

## Összesített éremtáblázat
| A 2013. évi téli európai ifjúsági olimpiai fesztivál összesített éremtáblázata rövidpályás gyorskorcsolyában | A 2013. évi téli európai ifjúsági olimpiai fesztivál összesített éremtáblázata rövidpályás gyorskorcsolyában | A 2013. évi téli európai ifjúsági olimpiai fesztivál összesített éremtáblázata rövidpályás gyorskorcsolyában | A 2013. évi téli európai ifjúsági olimpiai fesztivál összesített éremtáblázata rövidpályás gyorskorcsolyában | A 2013. évi téli európai ifjúsági olimpiai fesztivál összesített éremtáblázata rövidpályás gyorskorcsolyában | Olimpia  |
| --- | --- | --- | --- | --- | -------- |
| | Ország | Arany | Ezüst | Bronz | Összesen |
| 1. | Oroszország                                                                                                  | 4 | 3 | 1 | 8        |
| 2. | Franciaország                                                                                                | 2 | 1 | 2 | 5        |
| 3. | Románia | 1 | 1 | 0 | 2        |
| 4. | Olaszország                                                                                                  | 0 | 1 | 2 | 3        |
| 5. | Egyesült Királyság                                                                                           | 0 | 1 | 0 | 1        |
| 6. | Lengyelország                                                                                                | 0 | 0 | 2 | 2        |
| | | | | |          |
| Összesen | Összesen | 7 | 7 | 7 | 21       |

## Eredmények

### Férfi
| A 2013. évi téli európai ifjúsági olimpiai fesztivál érmesei férfi rövidpályás gyorskorcsolyában |                               |          |                               |          |                              |          |
| Versenyszám                                                                                      | Arany                         | Arany    | Ezüst                         | Ezüst    | Bronz                        | Bronz    |
| 500 m                                                                                            | Oroszország Denis Ayrapetyan  | 43,803   | Románia Imre Emil             | 44,133   | Olaszország Palla Leonardo   | 44,333   |
| 1000 m                                                                                           | Románia Imre Emil             | 1:33,745 | Franciaország Tristan Navarro | 1:33,748 | Oroszország Denis Ayrapetyan | 1:39,915 |
| 1500 m                                                                                           | Franciaország Tristan Navarro | 2:20,691 | Oroszország Daniil Zasosov    | 2:21,738 | Franciaország Yoann Martinez | 2:22,518 |

### Női
| A 2013. évi téli európai ifjúsági olimpiai fesztivál érmesei női rövidpályás gyorskorcsolyában |                               |          |                                    |          |                                 |          |
| Versenyszám                                                                                    | Arany                         | Arany    | Ezüst                              | Ezüst    | Bronz                           | Bronz    |
| 500 m                                                                                          | Oroszország Sofia Prosvirnova | 45,964   | Egyesült Királyság Kathryn Thomson | 46,087   | Olaszország Nicole Botter-Gomez | 46,569   |
| 1000 m                                                                                         | Oroszország Sofia Prosvirnova | 1:39,453 | Oroszország Anna Kalinina          | 1:39,455 | Franciaország Aurélie Monvoisin | 1:39,593 |
| 1500 m                                                                                         | Oroszország Sofia Prosvirnova | 2:28,319 | Oroszország Anna Kalinina          | 2:28,444 | Lengyelország Oliwia Gawlica    | 2:30,450 |

### Vegyes
| A 2013. évi téli európai ifjúsági olimpiai fesztivál vegyes váltó verseny érmesei rövidpályás gyorskorcsolyában |                                                                                        |          |                                                                                         |          |                                                                                              |          |
| Versenyszám | Arany                                                                                  | Arany    | Ezüst                                                                                   | Ezüst    | Bronz                                                                                        | Bronz    |
| Vegyes váltó | Franciaország · Margaux Maurice · Aurélie Monvoisin · Yoann Martinez · Tristan Navarro | 4:25,973 | Olaszország · Nicole Botter-Gomez · Gloria Malfatti · Damiano Giuliani · Leonardo Palla | 4:26,566 | Lengyelország · Oliwia Gawlica · Magdalena Warakomska · Grzegorz Gawryluk · Krystian Korecki | 4:26,699 |